# العلاقات البرازيلية الغيانية
العلاقات البرازيلية الغيانية هي العلاقات الثنائية التي تجمع بين البرازيل وغيانا.

## مقارنة بين البلدين
هذه مقارنة عامة ومرجعية للدولتين:
| وجه المقارنة                                              | البرازيل | غيانا        |
| --------------------------------------------------------- | --- | ------------ |
| المساحة (كم2)                                             | 8.52 مليون | 214.97 ألف   |
| عدد السكان (نسمة)                                         | 202.66 مليون | 777.86 ألف   |
| الكثافة السكانية (ن./كم²)                                 | 23.79 | 3.62         |
| العاصمة                                                   | برازيليا، ريو دي جانيرو | جورج تاون    |
| اللغة الرسمية                                             | برتغالية برازيلية، Brazilian Sign Language ‏ | لغة إنجليزية |
| العملة                                                    | ريال برازيلي، كروزيرو ريال برازيلي ‏، كروزيرو البرازيلية (1990–1993)، البرازيلي كروزادو نوفو، كروزادو برازيلي، cruzeiro ‏، كروزيرو البرازيلية (1942–1967)، الريال البرازيلي (قديم) | دولار غياني  |
| الناتج المحلي الإجمالي (بليون دولار)                      | 2.06 تريليون | 3.68 مليار   |
| الناتج المحلي الإجمالي (تعادل القوة الشرائية) بليون دولار | 3.22 تريليون | 5.77 مليار   |
| الناتج المحلي الإجمالي الاسمي للفرد دولار أمريكي          | 8.54 ألف | 4.13 ألف     |
| الناتج المحلي الإجمالي للفرد دولار أمريكي                 | 15.89 ألف |              |
| مؤشر التنمية البشرية                                      | 0.754 |              |
| رمز المكالمات الدولي                                      | +55 | +592         |
| رمز الإنترنت                                              | .br | .gy          |
| المنطقة الزمنية                                           | | 00           |

## منظمات دولية مشتركة
يشترك البلدان في عضوية مجموعة من المنظمات الدولية، منها:
| علم المنظمة | اسم المنظمة                                                          | تاريخ انضمام البرازيل | تاريخ انضمام غيانا |
| ----------- | -------------------------------------------------------------------- | --------------------- | ------------------ |
|             | وكالة حظر الأسلحة النووية في أمريكا اللاتينية ومنطقة البحر الكاريبي ‏ | ?                     | ?                  |
|             | الاتحاد البريدي العالمي                                              | ?                     | ?                  |
|             | يونسكو                                                               | 4 نوفمبر 1946         | 21 مارس 1967       |
|             | البنك الدولي للإنشاء والتعمير                                        | 14 يناير 1946         | 26 سبتمبر 1966     |
|             | منظمة التجارة العالمية                                               | ?                     | ?                  |
|             | وكالة ضمان الاستثمار متعدد الأطراف                                   | 7 يناير 1993          | 18 يناير 1989      |
|             | اتحاد دول أمريكا الجنوبية                                            | ?                     | ?                  |
|             | الاتحاد الدولي للاتصالات                                             | 4 يوليو 1877          | 8 مارس 1967        |
|             | منظمة الشرطة الجنائية الدولية                                        | ?                     | ?                  |
|             | مؤسسة التمويل الدولية                                                | 31 ديسمبر 1956        | 4 يناير 1967       |
|             | الأمم المتحدة                                                        | 24 أكتوبر 1945        | 20 سبتمبر 1966     |
|             | مؤسسة التنمية الدولية                                                | 15 مارس 1963          | 4 يناير 1967       |
|             | منظمة حظر الأسلحة الكيميائية                                         | ?                     | ?                  |

## أعلام
هذه قائمة لبعض الشخصيات التي تربطها علاقات بالبلدين:
- أودهو ميرلين (1953 – )

## وصلات خارجية
- موقع وزارة الخارجية البرازيلية
- موقع وزارة الخارجية الغيانية